# Kunst trifft Kohl
Kunst trifft Kohl ist eine seit dem Jahr 2005 stattfindende Skulpturenausstellung in Münster.

## Beschreibung
Die Ausstellung findet in drei Kleingartenanlagen, in mehreren Privatgärten im „Inselviertel“ und im öffentlichen Raum in Münster-Kinderhaus statt. Durch die Ausstellung führt ein ausgeschilderter Skulpturenpfad von rund vier Kilometern Länge, der die Gärten miteinander verbindet und weitere fest installierte Skulpturen, historische Bildhauerzeugnisse und Kunst im öffentlichen Raum erschließt.
Die Organisatoren sind eine Vertreterin des Bürgerhaus Kinderhaus, ein in Kinderhaus ansässiger Künstler und eine Kunsthistorikerin aus Münster. Diese treffen unter bis zu zehn eingereichten Arbeiten pro Künstler eine Vorauswahl. Der Aufstellungsort legen Künstler und Garteninhaber gemeinsam fest.
Der Pfad kann zu Fuß oder mit dem Fahrrad bewältigt werden. Eine Münsteraner Kunsthistorikerin bietet Führungen an, bei denen Interpretationshilfen und weitere Informationen zu Kunstwerken und Künstlern gegeben werden. Es werden spezielle Blinden- und Gehörlosenführungen angeboten.
Im Jahr 2009 werden erstmals zwei Förderpreise vergeben. Der „Kinderhauser Skulpturenpreis“ ist mit 2000 Euro dotiert und wird an den Künstler vergeben „dessen Beiträge erkennbar die Fähigkeit zur Innovation zeigen und ein eigenes Profil besitzen.“ Der mit 450 Euro ausgelobte „Nachwuchspreis“ geht an den Künstler, „der erst seit kurzem tätig ist und dessen Beitrag in besonderer Weise auf eine Förderungswürdigkeit seines künstlerischen Schaffens hindeutet. Er kann auch an einen 60-jährigen vergeben werden, der erst im Alter seine künstlerische Ader entdeckt hat.“
„Kunst trifft Kohl“ wird im Jahr 2009 von Alexander Dragon kuratiert. In diesem Jahr werden Arbeiten von Jochen Koeniger und Ruppe Koseleck im öffentlichen Raum der Kinderhauser Straßen „Brüningheide“ und „Heidegrund“ zu sehen sein.
Vom 30. Mai 2010 bis Ende September 2010 läuft die Skulpturenausstellung „Kunst trifft Kohl“ in den Kleingartenanlagen „Heidegrund“ und „Am Bergbusch“. Auf dem Sprickmannplatz ist das „Opernhaus für Kinderhaus“ aufgebaut, das mit seiner bescheidenen Ausstattung an drei Tagen die Aufführung der Oper Tristan und Isolde ermöglicht. Die musikalische Begleitung erfolgt durch verschiedene Künstler. Zusätzlich gibt es ein vielfältiges Rahmenprogramm mit Diskussionsrunden, Exkursionen, Führungen, Lesungen, Vorträgen, Workshops und vielem mehr.
Die siebte Ausstellung „Kunst trifft Kohl“ (Eröffnung 19. Juni 2011) zeigt über 130 temporäre Skulpturen von mehr als fünfzig Künstlern. Sie wird durch Ute Behrens-Porzky vom Kinderhauser Bürgerhaus organisiert und kuratiert durch die Kunsthistoriker Annette Georgi und Roland Seim.
Als Ausstellungsorte dienen die Kleingartenanlagen Heidegrund, Zum Bergbusch und Münsterblick in Münster-Kinderhaus, die in diesem Jahr durch das Gelände des Golfclubs Wilkinghege, den Kreislehrgarten Steinfurt, das Baumberger Sandsteinmuseum in Havixbeck, Vorgärten in Gemen bei Borken und Schöppingen, die Rosenhaege Living Gardens Winterswijk und die Kulturmeile Enschede ergänzt werden.
Erstmals beteiligen sich niederländische Künstler und das örtliche Geschwister-Scholl-Gymnasium mit verschiedenen Projekten. Die Ausstellung wird gefördert durch das Kulturbüro Münster e.V. und das Euregioprogramm Grenswerte mit dem Generalthema Overhanging Fruits. Der Katalog zur Ausstellung erscheint zweisprachig in Deutsch und Niederländisch.
Nach einer kreativen Pause geht es im Juni 2013 mit dem neu gewonnenen Kurator und Künstler Bodo Treichler weiter – mit ca. 170 Arbeiten an 14 verschiedenen Orten. Es sind neue Ausstellungsorte hinzugekommen: Kleingartenanlage Münster Nord, Ostbevern mit einem Rundweg mit ca. 15 Skulpturen von 10 Künstlern. Auch der Nachwuchs ist stärker vertreten: Neben der Geschwister-Scholl-Realschule ist auch die Uppenbergschule in Gemeinschaft mit der Waldschule Münster und die Verbundschule in Schöppingen dabei.
Ab 2016 ist ein Nachfolgeprojekt geplant.

## Herleitung des NamensKunst trifft Kohl
Kohl darf hier als rhetorische Figur „pars pro toto“ für die Pflanzen des (Gemüse-)Gartens verstanden werden, um eine Alliteration zu erhalten.

## Nachwirken

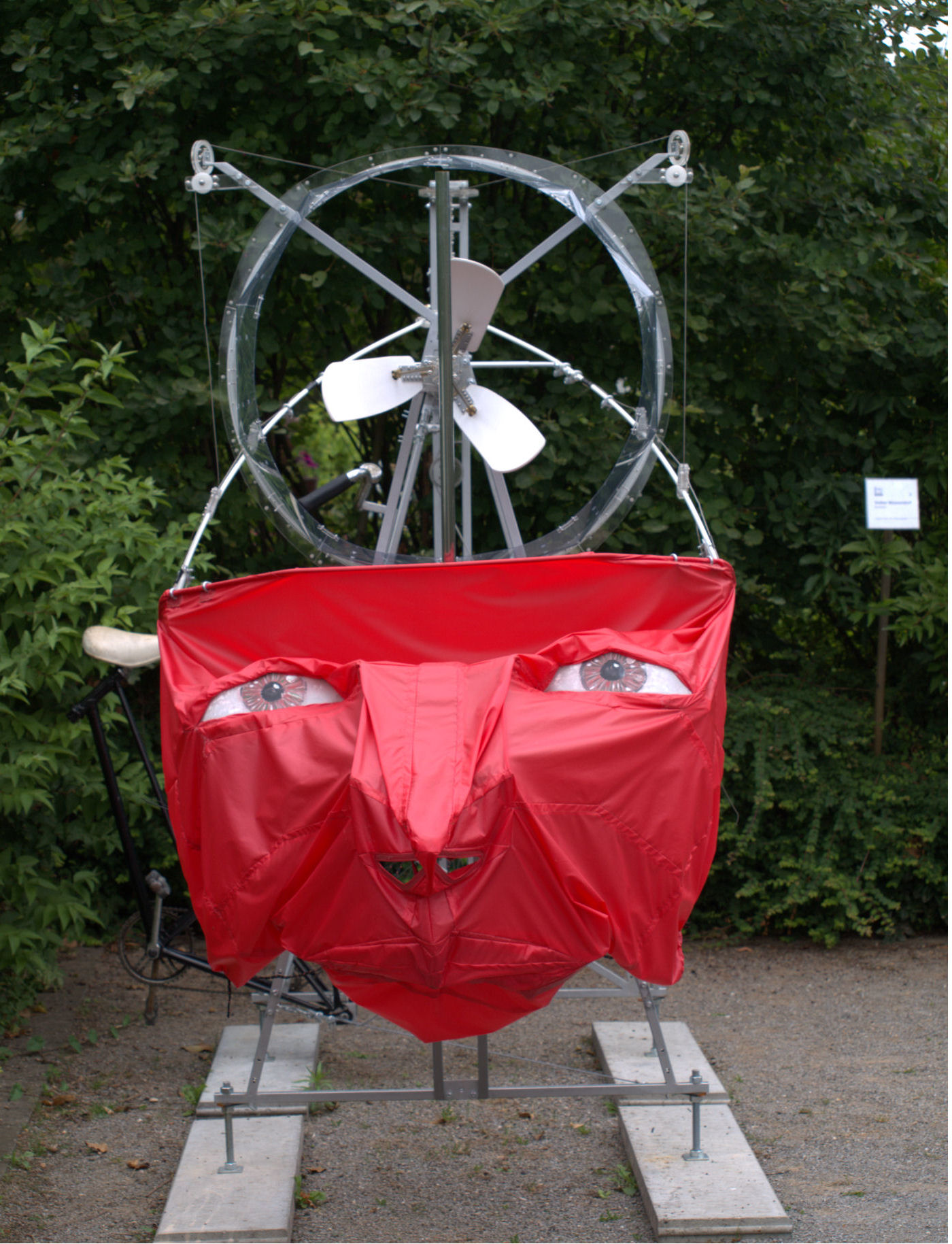
Volker Wessendorf – Evolution

Die Skulptur „Kroatientorso II“ von Joost Meyer wurde durch ein dreiköpfiges Gremium ausgewählt und durch die Stadt Münster angekauft. Sie wurde im Jahr 2008 vor dem Heimatmuseum Kinderhaus aufgestellt.
Am 25. August 2009 wurde zum ersten Mal der mit 2000 Euro dotierte Kinderhauser Skulpturenpreis an Volker Wessendorf vergeben, dessen Installation „Evolution“ nicht nur technisches Objekt, sondern Kunstwerk ist, das betätigt werden will. Der mit 450 Euro dotierte Nachwuchspreis wurde an die 1982 in Seoul geborene Haeryun Jeong – für ihre fragilen, surreale Märchenwesen darstellende Keramiken – vergeben.
| Jahr | Kuratoren                                                     | Zahl der Künstler | aus Münster | Kunstwerke | Besonderheiten |
| ---- | ------------------------------------------------------------- | ----------------- | ----------- | ---------- | --- |
| 2005 | Anja Rohlf                                                    | 3                 | 3           | 20         | |
| 2006 | Anja Rohlf                                                    |                   |             |            | |
| 2007 | Anja Rohlf                                                    | 26                | k. A.       | über 100   | |
| 2008 | Annette Georgi                                                | 32                | 19          | 102        | Blinden- und Gehörlosenführungen |
| 2009 | Alexander Dragon                                              | 27                | k. A.       | über 100   | Kinderhauser Skulpturenpreis Nachwuchspreis |
| 2010 | Annette Georgi (Kuratorin) Bernward Tuchmann (Projektleitung) | 25                | k. A.       | 62         | Kinderhauser Skulpturenpreis Preis der Fachjury Publikumspreis Zuschauerrekord |
| 2011 | Annette Georgi Roland Seim                                    | 50                | k. A.       | ca. 130    | Ausstellungsorte: Münster, Münsterland, Niederlande Beteiligung: Geschwister-Scholl-Gymnasium Kinderhaus Katalog: deutsch-niederländisch                                                                                   |
| 2013 | Bodo Treichler                                                | 52                | k. A.       | 170        | Ausstellungsorte: Münster, Münsterland (Borken, Gescher, Havixbeck, Schöppingen, Steinfurt), Enschede, Winterswijk, Beteiligung: Geschwister-Scholl-Realschule und die Uppenbergschule in Gemeinschaft mit der Waldschule. |